# Faro Amédée
El Faro Amédée (en francés: Phare Amédée) es un faro de hierro situado en la isla de Amédée, a 24 km de Nouméa, Nueva Caledonia. Los componentes metálicos fueron hechos por Rigolet en el noreste de París en 1862 y la torre se construyó en París como una demostración. Fue entonces desmontado en piezas con un peso total de 387.953 kilos y se transportó por el río Sena hasta el puerto de Le Havre para su viaje a Nueva Caledonia. Con 56 metros de altura (247 escalones), es uno de los faros más altos en el mundo y fue el primer faro metálico construido en Francia. La primera piedra fue colocada el 18 de enero de 1865 y fue encendido el 15 de noviembre de 1865, el día santo de la emperatriz Eugenia, esposa de Napoleón III. Sus señales luminosas están a la entrada del paso de Boulari, uno de los tres pasajes naturales en el arrecife que rodea Nueva Caledonia. En el otro lado del mundo, el Faro Roches Douvres en el Canal Inglés es el hermano gemelo del faro Amédée. Ahora es una atracción turística muy popular.